# Ciobănesc românesc de Bucovina
Ciobănesc românesc de Bucovina este o rasă de câini din Carpați în Bucovina. Numărul FCI provizoriu: FCI 2/2.2/357. Numărul FCI definitiv: FCI 357.

## Istoric
Ciobănescul de Bucovina a fost selecționat dintr-o rasă naturală existentă în Carpați, principalul motiv fiind utilitatea (câine de pază și apărare). Grație aspectului viguros, aceasta rasă are mulți amatori în România. În Bucovina acestei rase i s-a acordat treptat o atenție sporită, îndeosebi din anii '90. Se depun eforturi pentru îmbunătățirea rasei.
Este un foarte bun câine de pază pentru locuințe, proprietăți și al turmelor de animale. Acesta obișnuiește să patruleze în timpul nopții proprietățile pe care le păzește. Este un excelent însoțitor pe munte, un plăcut animal de companie ce adoră să se joace cu copiii.
Este un câine de talie mare 65-78 cm la 68-80 kg, impozant, solid, bine construit, cu osatura puternică. Deși este masiv nu este un câine greoi. Blana este dublă și bogată. În general aceasta este albă cu pete bine definite negre sau de culoarea nisipului. Poate fi și alb tigrat sau total alb sau negru dar aceste exemplare nu sunt foarte căutate.